# دیلوکس موزیک
دیلوکس موزیک (انگلیسی: Deluxe Music) یک شبکهٔ ماهواره‌ای آلمانی دارای حق پخش آزاد محتوای موزیک است که تحت مانیتورینگ اپراتورهلدینگ‌های ویو اداره می‌شود. این کانال در سال ۲۰۰۴ توسط گروه دو نفره لانگ من و کاسین ان پایه‌گذاری شد و درآوریل ۲۰۰۵ شروع به پخش و استریم محتوای موسیقی کرد.